# Rotenburg (Wümme)
Rotenburg település Németországban, azon belül Alsó-Szászország tartományban. Lakosainak száma 22 789 fő (2023. december 31.). Rotenburg Kirchwalsede és Hemsbünde községekkel határos.

## Népesség
A település népességének változása:
| Lakosok száma | 21 548 | 21 694 | 21 798 | 22 199 | 22 656 | 22 789 |
|               | 2016   | 2017   | 2019   | 2021   | 2022   | 2023   |